# من الآخر (مسلسل)
من الآخر هو مسلسل كوميدي ومن تأليف علاء حمزة وإخراج عبد الخالق الغانم والعرض الأول (20 يوليو 2012 -)

## طاقم العمل
- حبيب الحبيب
- ريم عبد الله
- ريماس منصور
- يوسف الجراح
- راشد الشمراني
- امينة العلي
- أفنان فؤاد
- ناجيه الربيع
- مريم الغامدي
- عبدالعزيز المطرودي
- عبد العزيز المبدل
- حمد المزيني
- عبد العزيز السكيرين
- عبد الله السناني
- سناء يونس
- ميس حمدان
- أغادير السعيد
- أيمن المديفر
- عيد سعد
- مرزوق الغامدي
- أحمد شعيب
- لمار